# Podio (arquitectura)

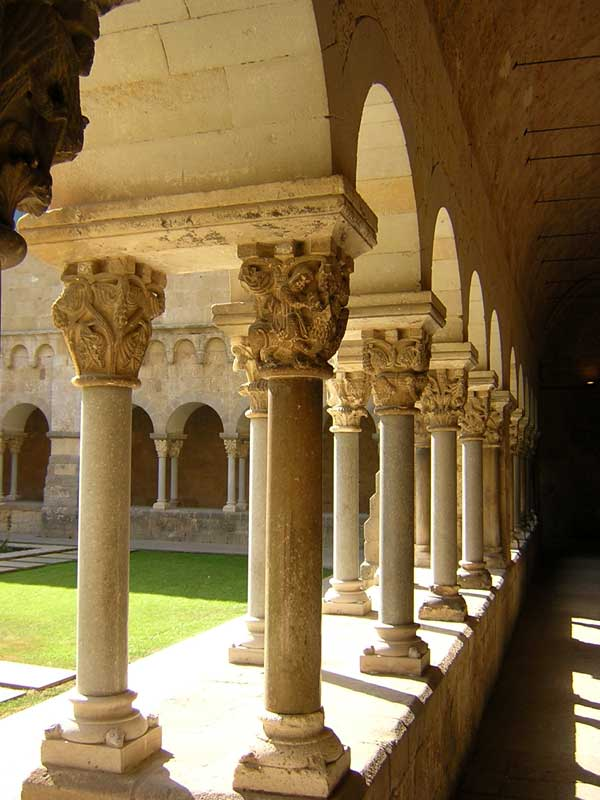
Ejemplo de podio sobre el que descansan las columnas en el Monasterio de San Cugat del Vallés.

El podio, palabra proveniente del Latín podium, es un pedestal que construían los antiguos alrededor de los templos.
Los podios se construían en los templos en que no se quería o no se podía hacer gradas más que en el frente de donde estaba la entrada. Este podio era necesario para precaver el peligro de precipitarse de los intercolumnios a las gentes que andaban por el pórtico, antes y después de los sacrificios, principalmente por algunos cuya área tenía diez o doce gradas de elevación.